# Kul Nesîmî
Kul Nesimi, ou tout simplement Nesimi ou Ali, était un poète ottoman alévi bektachi qui vécut au XVIIe siècle en Anatolie.
On sait très peu de choses sur ce poète, si ce n'est que certains événements politiques ont trouvé une expression dans sa poésie, comme la conquête de Bagdad par les Ottomans en 1640. Il a écrit dans la même tradition que des poètes antérieurs comme Imadeddine Nassimi, avec lequel il est souvent confondu, ainsi que dans la tradition de Katai et de Pir Sultan Abdal.